# Bataille de la lire

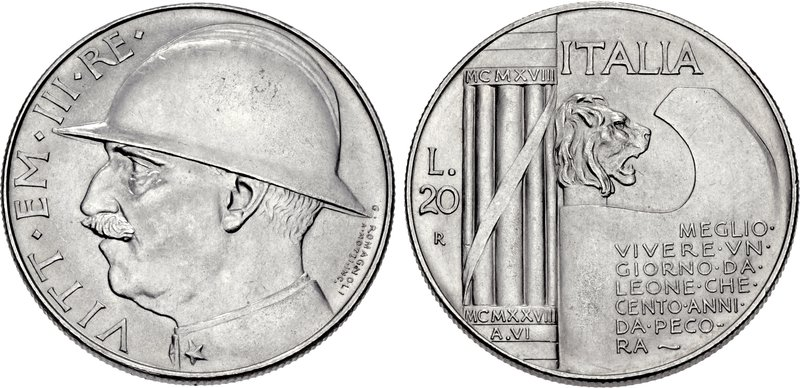
Une pièce de 20 lires à l'effigie de Victor-Emmanuel III datée de 1927.

La bataille de la lire est une politique économique entreprise par l'Italie fasciste dans les années 1920 dans une tentative d'élever le pays au rang de grande puissance économique.

## Contexte historique
Lorsque Benito Mussolini devient premier ministre en 1922, l'économie italienne est dans un état critique, résultant de la Première Guerre mondiale. Entre 1922 et 1925, la situation financière et économique du pays s'améliore grandement, permettant à l'Italie de s'élever au rang des puissances économiques occidentales.
Souhaitant restaurer une partie de son pouvoir d'achat (nécessitant donc une monnaie forte), l'Italie prend une série de mesures afin de réévaluer sa monnaie, la lire.

## La politique économique
Cette politique comprend un certain nombre d'objectifs :
- Rivaliser avec la livre sterling britannique ;
- Réduire l'inflation ;
- Confirmer l'image d'un fascisme apportant la stabilité ;
- Montrer au monde que l'Italie pourrait être une grande puissance avec une monnaie forte.

Le discours de Pesaro du 18 août 1926 confirme cette politique et en fixe les objectifs.

## Résultats
La réévaluation de la lire a un important impact négatif sur les exportations italiennes, mais permet en revanche de rendre les importations moins chères, bénéficiant surtout aux industries dites « lourdes », comme la sidérurgie et la chimie, fers de lance du régime fasciste des années 1930 et de la Seconde Guerre mondiale.
Les taux douaniers sur les importations tels que les biens de consommation et les denrées alimentaires restent élevés et l'offre insuffisante. Pour faire face à cette situation qui provoque un énorme passif dans la balance commerciale italienne, Mussolini engage la « bataille du blé » afin d'assurer au pays une auto-suffisance pour cette denrée.